# 会津若松ザベリオ学園小学校・中学校・高等学校
会津若松ザベリオ学園小学校・中学校・高等学校（あいづわかまつザベリオがくえんしょうがっこう・ちゅうがっこう・こうとうがっこう）は、福島県会津若松市西栄町にある私立小学校・中学校・高等学校である。

## 概要
- カナダのモントリオール市に本部を置く無原罪聖母宣教女会によって創設されたが、同会は2011年に撤退し、現在は完全に関係を断っている。同じ敷地内に、系列の幼稚園・小学校・中学校・高等学校が存在する。なお、郡山市にある郡山ザベリオ学園、東京都世田谷区にある世田谷聖母幼稚園は姉妹校である。
- 高等学校では、共学化と同時に、多くの新しい部活動が設立された。

## 高等学校設置学科
- 全日制課程
  - 普通科
    - ＜2016年度入学生まで＞
      - 特別進学コース
      - 総合進学コース

    - ＜2017年度入学生以降＞
      - CT（クリエイティブ・シンキング）コース
      - LT（ロジカル・シンキング）コース
      - GT（グローバル・シンキング）コース

## 沿革
- 1934年 - 天使愛児園（現幼稚園）を創設。
- 1942年 - 戦争のため一時事業を中断。
- 1946年 - カトリック幼稚園として再開。
- 1949年 - 会津若松ザベリオ学園小学校を開設。
- 1951年 - ザベリオ学園幼稚園と改名。
- 1955年 - 会津若松ザベリオ学園中学校を開設。
- 1958年 - 会津若松ザベリオ学園高等学校を開設。
- 1964年 - 中高校舎を新築。
- 1980年 - 体育館・講堂を新築。
- 1995年 - 幼稚園舎を新築。
- 2002年 - 火事により小学校舎の3分の1が焼失。
- 2003年 - 小学校校舎を新築。
- 2011年 - 会津若松ザベリオ学園中学校に男子生徒受け入れし男女共学となる。
- 2012年 - 会津若松ザベリオ学園高等学校で男子生徒受け入れ開始、これで幼小中高の全てで共学となった。

## 進路概況
高等学校
- 近年、単年度の国公立大学合格者が20名を超え、早稲田大学、慶應義塾大学、上智大学、東京理科大学、国際基督教大学などの最難関私立大学への合格実績もあげている。

## 高等学校部活動

### 運動部
- 野球部
- サッカー部
- 陸上競技部
- バスケットボール部
- バレーボール部
- ソフトテニス部
- バドミントン部
- なぎなた部
- 弓道部
- 剣道部
- ダンス部
- 特設卓球部
- 特設水泳部
- 特設スキー部

### 文化部
- 吹奏楽部
- 演劇部
- インターアクトクラブ
- 写真部
- コンピュータ部
- 合唱部
- 美術部
- 英語研究部（XEC）
- 科学部
- 軽音部
- 書道同好会
- 華道同好会
- 茶道同好会
- 家庭同好会

## 著名な出身者
- 鈴木荘一（作家）

## 交通
- 東日本旅客鉄道（JR東日本）只見線・七日町駅下車